# Landtagswahl in der Steiermark 2010
- KPÖ: 2
- SPÖ: 23
- GRÜNE: 3
- ÖVP: 22
- FPÖ: 6

- SPÖ: 4
- ÖVP: 4
- FPÖ: 1

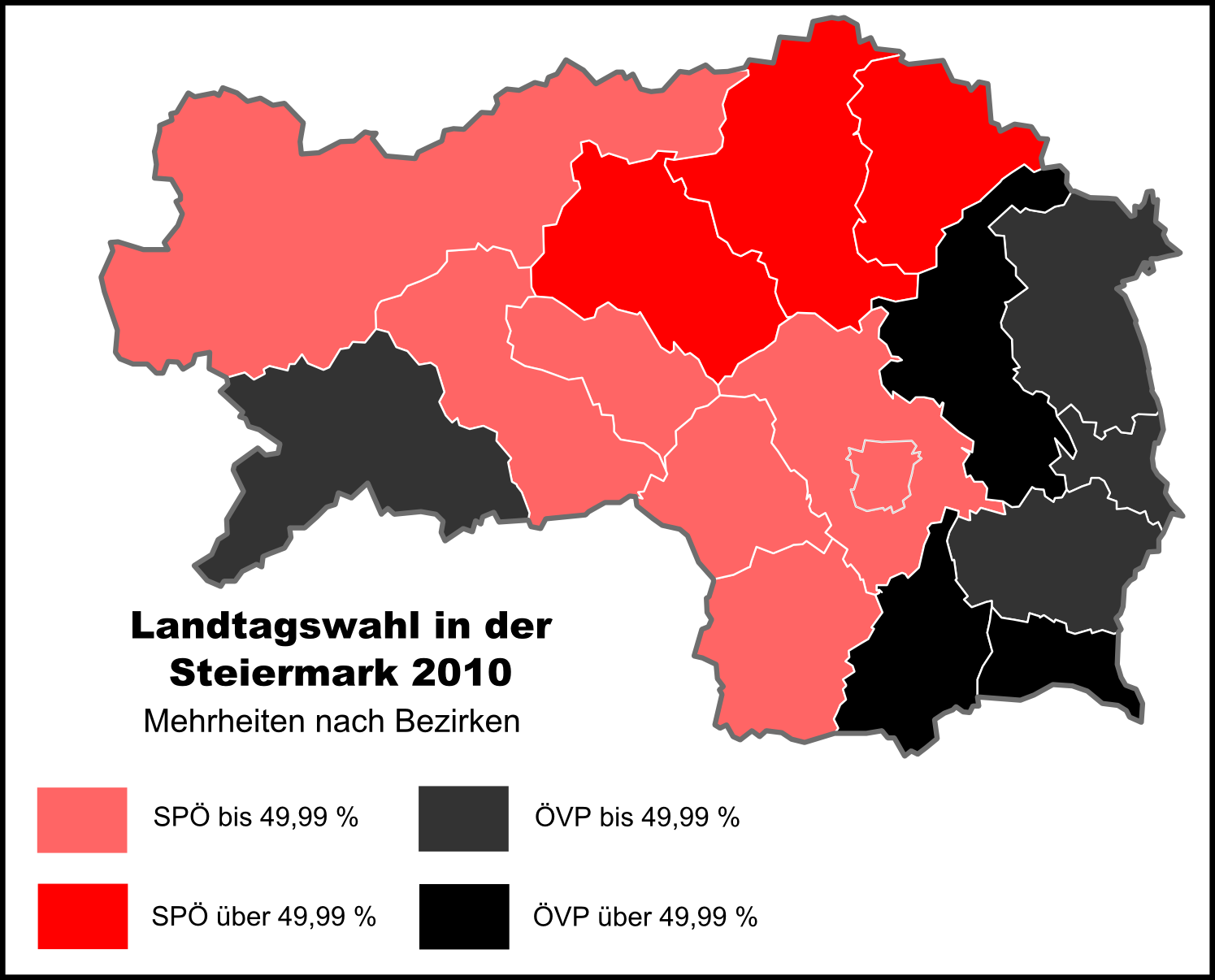
Mehrheiten in den Bezirken nach Parteien

Die Landtagswahl in der Steiermark 2010 fand am 26. September 2010 statt. Bei den Wahlen traten neben den bereits im Landtag Steiermark vertretenen Parteien Sozialdemokratische Partei Österreichs (SPÖ), Österreichische Volkspartei (ÖVP), Kommunistische Partei Österreichs (KPÖ) und Die Grünen – Die Grüne Alternative (GRÜNE) auch die Freiheitliche Partei Österreichs (FPÖ), das Bündnis Zukunft Österreich (BZÖ), die Christliche Partei Österreichs (CPÖ) und die Partei für Umwelt, Mensch und Arbeit (PUMA) an. Die SPÖ konnte trotz Verlusten mit 38,3 % ihren ersten Platz verteidigen, die ÖVP erreichte nach leichten Verlusten mit 37,2 % wie bereits 2005 Platz zwei. Mit 10,7 % gelang der FPÖ der Wiedereinzug in den Landtag, wobei die FPÖ nach den Stimmverlusten der Wahl des Jahres 2005 wieder zur drittstärksten Kraft aufstieg. Die Grünen erzielten nach einem leichten Plus 5,6 % der Stimmen, die KPÖ verlor mit einem Stimmenanteil von 4,4 % die Hälfte ihrer bisherigen Mandate. Alle übrigen Parteien scheiterten am Einzug in den Landtag. Auf Regierungsebene verlor die SPÖ einen Sitz und stellte in der am 21. Oktober 2010 vom neuen Landtag gewählten Landesregierung Voves II ebenso vier Regierungsmitglieder wie die ÖVP. Die FPÖ zog mit Gerhard Kurzmann als Landesrat neu in die Regierung ein.

## Voraussetzungen
Nach Verlusten von 8,4 % und einem Stimmenanteil von 38,4 % bei der Landtagswahl in der Steiermark 2005 hatte die ÖVP unter Landeshauptfrau Waltraud Klasnic erstmals in der Geschichte der Steiermark den ersten Platz verloren. Die Gründe in der Niederlage lagen unter anderem in einem Skandal beim Landesenergieversorger ESTAG, dem Scheitern eines Motorsportprojektes am Österreichring in Spielberg, den Rechnungshofbericht zum Tierpark Herberstein und dem Antreten ihres ehemaligen Parteikollegen Gerhard Hirschmann bei der Landtagswahl. Von den Verlusten der ÖVP konnte die SPÖ am stärksten profitieren, wobei die SPÖ 9,4 % zulegen konnte und einen Stimmenanteil von 41,7 % erreichte. Des Weiteren konnte die KPÖ mit einem Plus von 5,3 % starke Gewinne erzielen, wodurch sie erstmals seit 35 Jahren wieder in den Landtag einziehen konnte. Mit 6,3 % belegte sie sogar den 3. Platz. Die Grünen verloren hingegen mit einem Minus von 0,9 % leicht an Stimmenanteilen und belegten mit 4,7 % den 4. Platz. Die FPÖ scheiterte mit nur 4,6 % am Wiedereinzug in den Landtag, wobei sie gegenüber der Landtagswahl 2000 ein Minus von 7,9 % verzeichnet hatte. Auch das BZÖ und die Liste Hirschmann waren am Einzug in den Landtag gescheitert.
Nach der Landtagswahl wählte der Landtag die Landesregierung Voves, wobei Franz Voves zum ersten Landeshauptmann der SPÖ in der Steiermark gewählt wurde. Der Landesregierung Voves gehörten fünf Vertreter der SPÖ und vier Vertreter der ÖVP an, wobei die Regierung nach dem Proporzsystem gebildet wurde.

### Wahlrecht

Musterstimmzettel für den Wahlkreis 4

Die Landtagswahl 2010 wurde nach der Landtags-Wahlordnung 2004 und dem Landes-Verfassungsgesetz von 1960 durchgeführt. Demnach wurde die Steiermark für die Wahl der 56 Landtagsabgeordneten in vier Wahlkreise unterteilt, wobei der Wahlkreis 1 Graz und Umgebung, der Wahlkreis 2 die West- und Südsteiermark, der Wahlkreis 3 die Oststeiermark und der Wahlkreis 4 die Obersteiermark umfasst. Für den Einzug in den Landtag ist das Erreichen eines Grundmandates in einem der vier Wahlkreise notwendig. Ist ein Grundmandat erreicht, werden die Stimmen der anderen Wahlkreise im Reststimmenverfahren berücksichtigt. Wird jedoch in keinem Wahlkreis ein Grundmandat erreicht, wird die wahlwerbende Gruppe im Reststimmenverfahren nicht mehr berücksichtigt. Daher kann keine prozentuelle Untergrenze für den Einzug in den Landtag angegeben werden, es ist möglich, dass eine Partei mit mehr Stimmen, aber keinem Grundmandat den Einzug verpasst, während gleichzeitig eine andere mit weniger Stimmen ein Grundmandat und auch noch mehrere Restmandate zugesprochen bekommt.
Das aktive Wahlrecht kam bei der Landtagswahl 2010 all jenen österreichischen Staatsbürgern zu, die am Stichtag, dem 20. Juli 2010, über einen Hauptwohnsitz in der Steiermark verfügten, am Wahltag das 16. Lebensjahr vollendet hatten und vom Wahlrecht nicht ausgeschlossen waren. Zudem musste der Name des Wahlberechtigten im abgeschlossenen Wählerverzeichnis der Gemeinde enthalten sein. Zum Ausschluss vom Wahlrecht führte eine rechtskräftige Verurteilung durch ein inländisches Gericht wegen einer oder mehrerer mit Vorsatz begangener strafbarer Handlungen zu einer mehr als einjährigen Freiheitsstrafe, wobei der Ausschluss sechs Monaten nach der Vollstreckung endete. Passiv wahlberechtigt waren bei der Landtagswahl all jene aktiv wahlberechtigten Personen, die am Wahltag das 18. Lebensjahr vollendet hatten. Für die Kandidatur einer wahlwerbenden Partei musste für die Landtagswahl zudem zumindest ein Kreiswahlvorschlag eingebracht werden, wobei dies zwischen dem Stichtag und dem 20. August 2010 erfolgen musste. Zudem benötigt ein gültiger Wahlkreisvorschlag für die Zulassung die Unterschrift eines Mitglieds des Landtages oder die 200 Unterstützungserklärungen, womit eine nicht im Landtag vertretene Partei 800 Unterstützungserklärungen für ein landesweites Antreten benötigte.

### Wahlgang
Im April 2010 einigten sich die in der Landesregierung vertretenen Parteien SPÖ und ÖVP auf den 26. September als Wahltag für die Steiermärkische Landtagswahl. Die Auflösung des Landtags erfolgte in der Folge am 7. Juli 2010 durch einen Beschluss des Landtages in seiner letzten Sitzung. In der Folge wurden ab dem 9. August 2010 in den steirischen Gemeinden die Wählerverzeichnisse aufgelegt, die bis zum 14. August 2010 beeinsprucht werden konnte.
Neben dem eigentlichen Wahltag am 26. September war in jeder Gemeinde auch eine Stimmabgabe am 17. September möglich, wobei die Wahllokale zumindest zwischen 18 und 19 Uhr geöffnet haben mussten. Die Möglichkeit der vorzeitigen Stimmabgabe nützten in der Steiermark 5,68 %, wobei die Wahlbeteiligung mit 10,76 % im Bezirk Murau am höchsten und in der Stadt Graz mit 3,55 % am niedrigsten war. Bei der vorzeitigen Stimmabgabe durfte jedoch nicht mittels Wahlkarte gewählt werden. Vielmehr konnte die Wahlkarte zur Stimmabgabe vor einer örtlichen Wahlbehörde in der Steiermark oder besonderen „fliegenden“ Wahlbehörde am Wahltag genutzt werden. Zudem konnte die Wahlkarte auch für die Briefwahl aus dem In- und Ausland verwendet werden, wobei die Briefwahl ab dem Erhalt der Wahlkarte bis zur Schließung des letzten Wahllokals am 26. September möglich war. Um als gültige Stimme gewertet zu werden, muss die Wahlkarte bis spätestens am 8. Tag nach dem Wahltag um 14:00 Uhr bei der Wahlbehörde eintreffen. Die Beantragung einer Wahlkarte musste bei der Wohnsitzgemeinde bis schriftlich bis spätestens am vierten Tag bzw. mündlich bis spätestens am zweiten Tag vor dem Wahltag beantragt werden. Insgesamt beantragten 63.219 Personen bzw. 6,5 % der Wahlberechtigten eine Wahlkarte.

## Wahlwerbende Parteien (Listenname und Kurzbezeichnung)

### Sozialdemokratische Partei Österreichs (SPÖ)

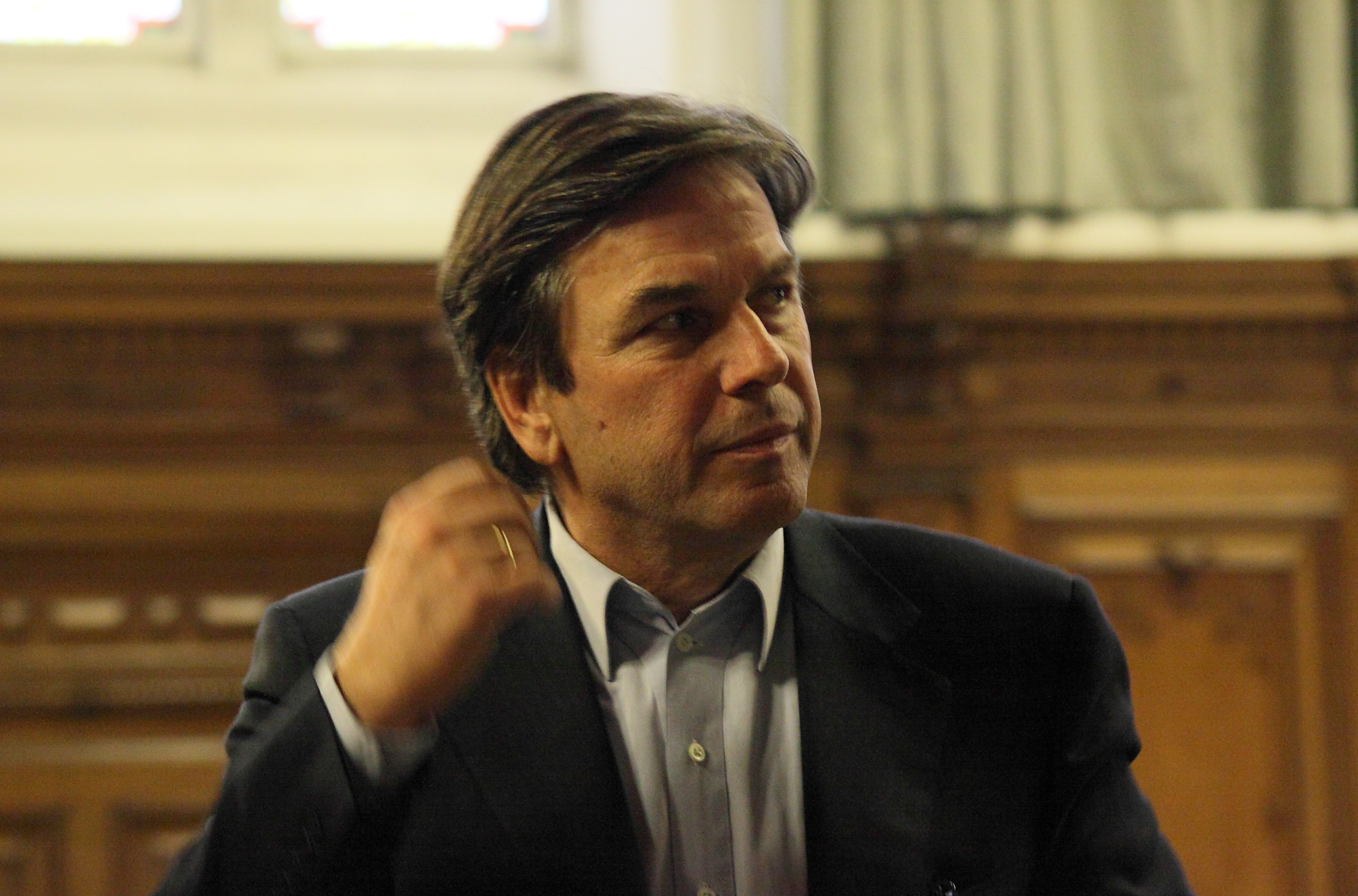
Franz Voves (2010)

Die Sozialdemokratische Partei Österreichs (SPÖ) stellte den amtierenden Landeshauptmann Franz Voves als Spitzenkandidaten auf. Dieser nannte als Wahlziel das Wiedererreichen der relativen Mehrheit, im Falle seines Scheiterns kündigte er seinen Rücktritt an. Probleme bereiteten der SPÖ im Vorfeld der Wahl parteiinterne Streitigkeiten in der SPÖ-Graz, die Entmachtung des linken SPÖ-Politikers Kurt Flecker sowie Ungereimtheiten bei der parteiinternen Stiftung. Zudem führte die Kronen Zeitung eine Kampagne gegen Landeshauptmann Voves. In ihren 12 Zielen für die Steiermark trat die SPÖ unter anderem für die Abschaffung des Proporzsystems und eine Verkleinerung des Landtags ein, strebte die Einführung von größeren Regionalverwaltungszentren anstatt der 16 Bezirks-Hauptmannschaften ein und forderte eine Budgetkonsolidierung. Des Weiteren setzte die SPÖ im Infrastrukturbereich auf den Ausbau von Schiene und Breitbandversorgung und plante eine energieautarke Steiermark bis 2025 sowie den Aufbau von Gesundheitszentren. Des Weiteren setzt sich die SPÖ für die Einführung der Neuen Mittelschule im gesamten Bundesland ein und wollte eine Lehrlingsoffensive starten.

### Österreichische Volkspartei (ÖVP)

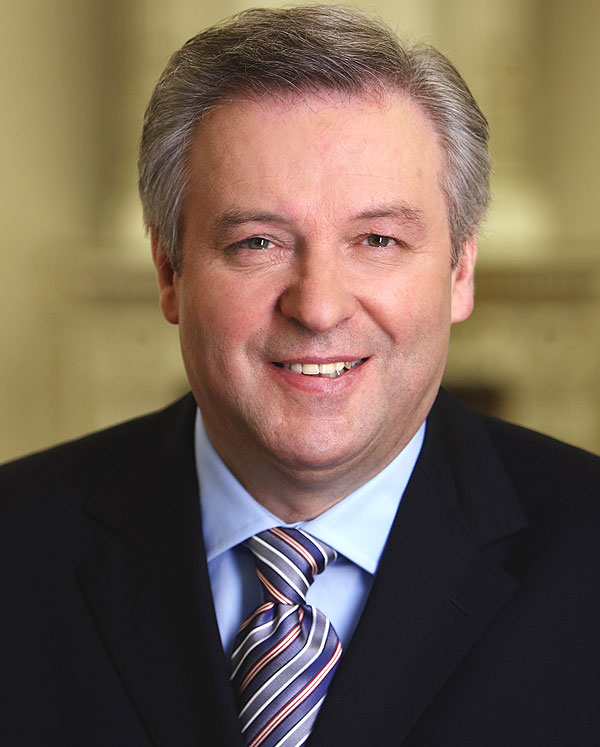
Hermann Schützenhöfer (2006)

Als Spitzenkandidat der Österreichischen Volkspartei (ÖVP) ging der Landeshauptmann-Stellvertreter und Tourismuslandesrat Hermann Schützenhöfer ins Rennen. Er setzte sich als Wahlziel das Erreichen des ersten Platzes, wenngleich er die ÖVP als Herausforderer und SPÖ als Favoriten einschätzte. Das Wahlprogramm der ÖVP Wege für die Steiermark setzte in seinen Kernpunkten auf die Themen Arbeit, Sicherheit, Nachhaltigkeit, Gemeinschaft und Wissen, wobei besonders die Aspekte „Arbeit und Gemeinschaft, im Sinne einer ‚starken Familie‘ und ‚geordneter Zuwanderung‘“ im Mittelpunkt standen.

### Kommunistische Partei Österreichs (KPÖ)

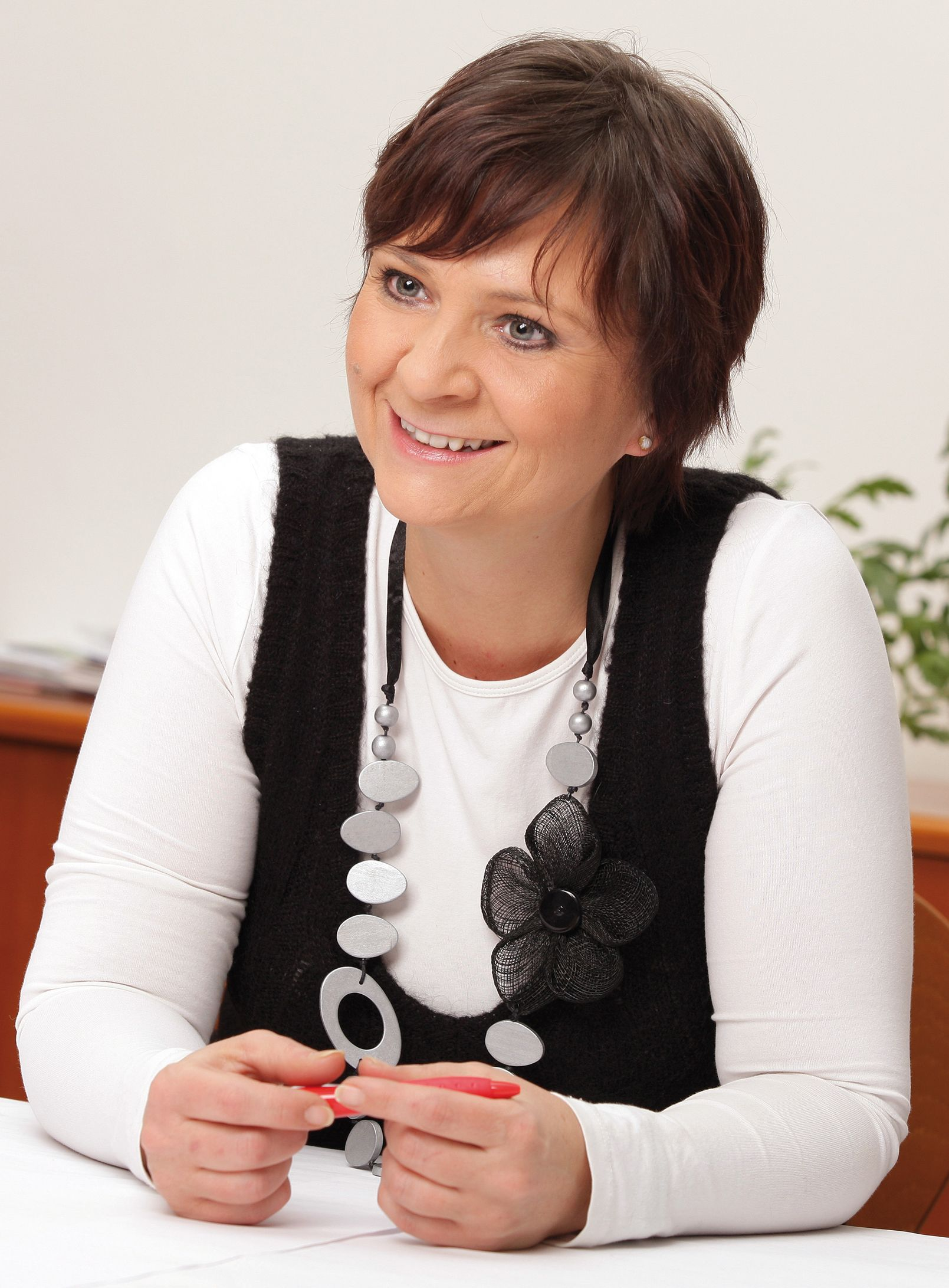
Claudia Klimt-Weithaler (2010)

Nachdem Klubobmann Ernest Kaltenegger bereits im März 2009 angekündigt hatte, nicht mehr bei der Landtagswahl 2010 antreten zu wollen, wurde die Landtagsabgeordnete Claudia Klimt-Weithaler am 14. November 2009 auf einer Landesversammlung zur Spitzenkandidatin der Kommunistischen Partei Österreichs (KPÖ) gewählt. Klimt-Weithaler gab in der Folge das Halten der bisherigen vier Landtagsmandate als Wahlziel aus. In ihrem Wahlprogramm, das die KPÖ als „Wahlmanifest“ bezeichnete, trat die Partei vor allem für eine Stärkung des Sozialsystems ein, wobei sie etwa die Einführung eines „Sozialpasses“ forderte. Neben ihrem Wahlprogramm formulierte die KPÖ in ihrem Wahlfolder „11 gute Gründe“ bei der Landtagswahl die KPÖ zu wählen. Dabei stellte die Partei den von ihr gegründeten Sozialfonds sowie die Forderung nach sozialer Gerechtigkeit durch die Einführung von Vermögenssteuern an die Spitze ihrer Wahlthemen. Zudem lehnte die KPÖ die Schließung von Krankenhäusern ab, trat für den Ausbau des öffentlichen Verkehrs und den Rückkauf der ESTAG ein und stellte sich gegen Privatisierungen des Pensionssystems und des Wohnbaus. Des Weiteren forderte die KPÖ eine kostenlose Kinderbetreuung, die gemeinsame Schule der bis 14-jährigen und höhere Löhne sowie die Beseitigung von Einkommensunterschieden zwischen Männern und Frauen.

### Die Grünen – Die Grüne Alternative (GRÜNE)

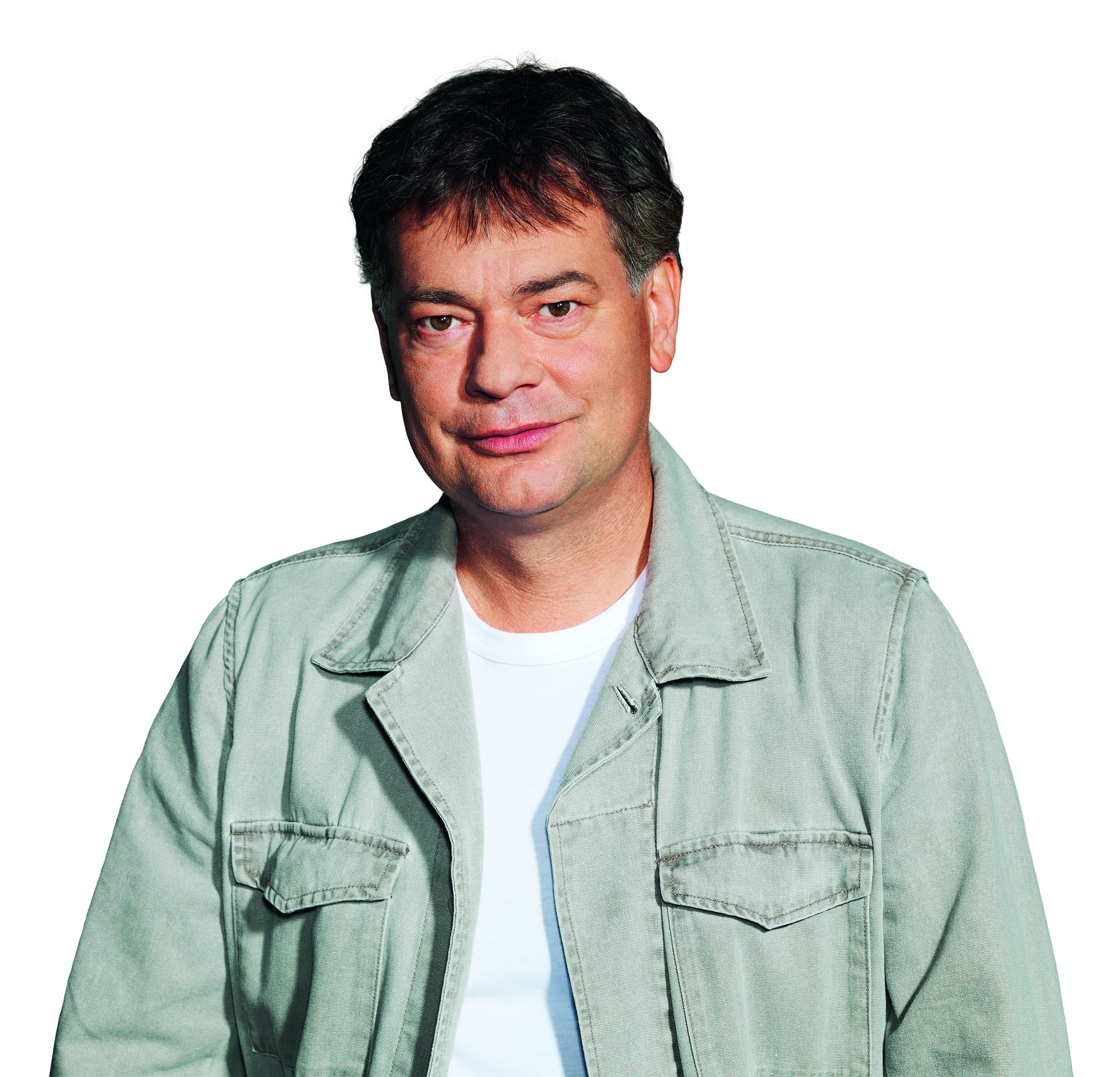
Werner Kogler (2010)

Die Grünen – Die Grüne Alternative schicken Werner Kogler als Spitzenkandidaten ins Rennen, nachdem der ursprüngliche Spitzenkandidat Jörg-Martin Willnauer Mitte April 2010 aus persönlichen Gründen überraschend zurückgetreten war. Kogler wurde in der Folge am 8. Mai 2010 in einer Landesversammlung mit 93,5 % zum Spitzenkandidaten gekürt. Als Wahlziel formulierte Kogler, dass seine Partei stark genug werden müsse, um mehrheitsbildend zu wirken. Er selbst würde bei einem Wahlsieg, also beim Gewinn eines zusätzlichen vierten Mandates vom Nationalrat in den Landtag wechseln.

### Freiheitliche Partei Österreichs (FPÖ)

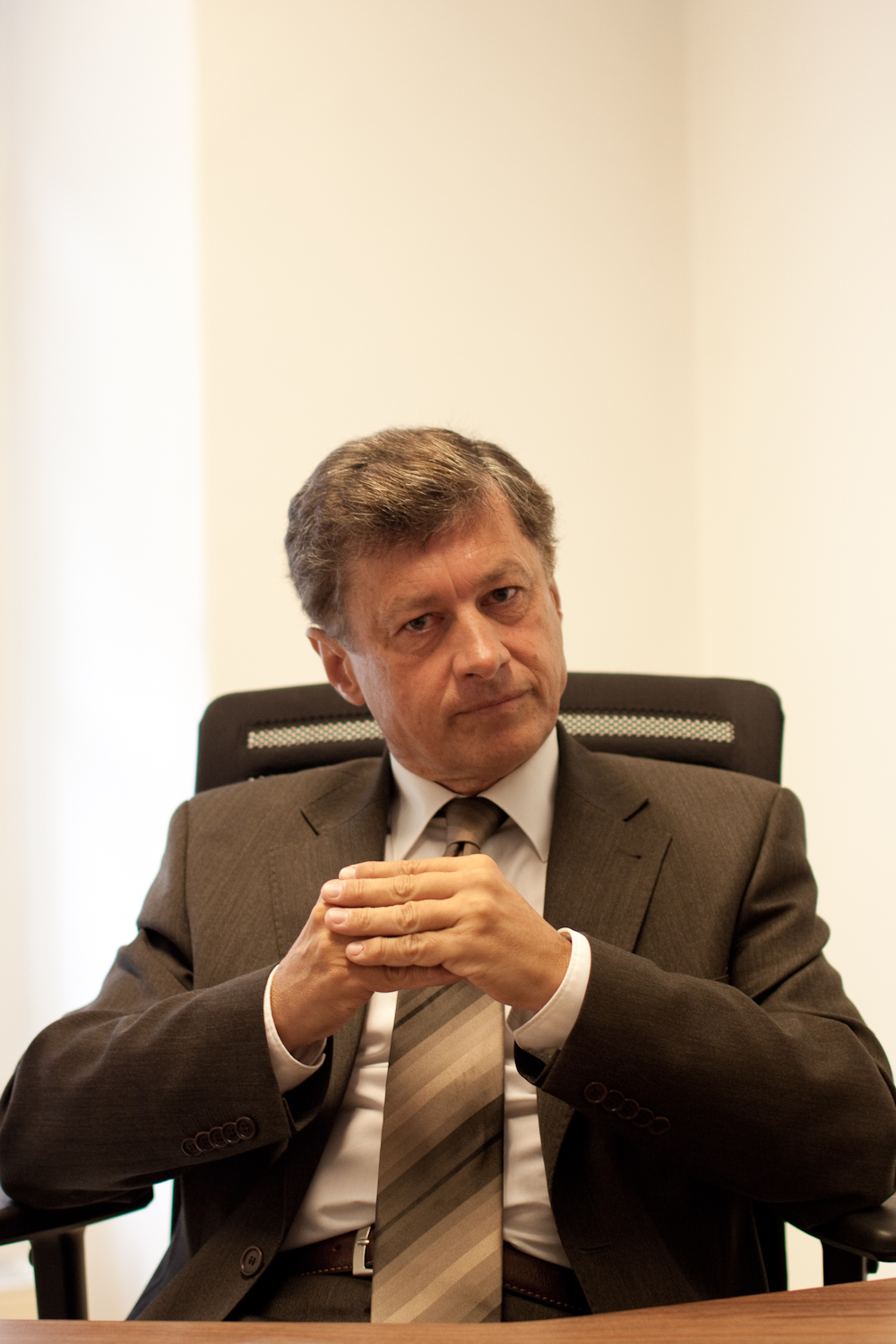
Gerhard Kurzmann (2010)

Die Freiheitliche Partei Österreichs (FPÖ) schickte den Nationalratsabgeordneten und Landesparteiobmann Gerhard Kurzmann als Spitzenkandidaten in den Landtagswahlkampf. Kurzmann gab das Erreichen „von 10 Prozent plus x“ als Wahlziel aus, was den Einzug der FPÖ in die Landesregierung zur Folge hätte. Das Wahlprogramm der Freiheitlichen stand unter dem Titel Mehr Sicherheit. Mehr Freiheit. Mehr Heimat und stellte vor allem das Thema Sicherheit in den Vordergrund. Neben der Forderung nach Abschiebung krimineller Ausländer und Menschen, die das Asylrecht missbräuchlich verwenden würden, trat die FPÖ für die Wiedereinführung von Grenzkontrollen, harte Strafen für Kindesmissbrauch und ein absolutes Bettelverbot ein. Des Weiteren fasste die FPÖ auch die Themen Familien und Kinder innerhalb des Themas Sicherheit zusammen und forderte eine Steuerentlastung für Mehrkinderfamilien, eine Mütterpension sowie die Begrenzung des Anteils von Kindern mit nicht-deutscher Muttersprache in Schulen. Unter dem Überthema Freiheit trat die FPÖ für eine Stärkung der Bundesländer und gegen staatliche Regulierungen auf, des Weiteren setzte sie sich die Partei im Kapitel Mehr Freiheit für ein Bauverbot von Moscheen und Minaretten, die Ausweisung fundamentalistischer Islamlehrer ein. Zudem sollen Arbeitsplätze zuerst für die heimische Bevölkerung vorgesehen sein. Für besondere mediale Aufmerksamkeit sorgte das auf der freiheitlichen Webseite veröffentlichte Computerspiel Moschee baba, wobei das Ziel des Webbrowser-Spiels das Stoppen möglichst vieler Minarette, Moscheen und Muezzine war.

### BZÖ – Liste Gerald Grosz (BZÖ)
Das Bündnis Zukunft Österreich (BZÖ) trat zum zweiten Mal in der Steiermark an, nachdem die Partei 2005 mit nur 1,7 % am Einzug in den Landtag gescheitert war. Gerald Grosz, Nationalratsabgeordneter und Grazer Gemeinderat, übernahm innerhalb des BZÖ Steiermark die Rolle des Spitzenkandidaten und schätzte vor der Wahl das Potential des BZÖ zwischen fünf und neun Prozent ein. Im Falle des Nichteinzugs in den Landtag kündigte Grosz seinen Rückzug aus der Politik an. Grosz, der mit dem Slogan „der traut sich was“ warb, positionierte sich inhaltlich in seinem Wahlfolder Pakt für die Steiermark als Kämpfer „gegen Stiftungsskandale, nicht eingehaltenen Wahlversprechen, Proporz und Postenschacher“. So trat er für Einsparungen bei Parteienförderungen und in der Landesverwaltung ein, sprach sich für eine Flat Tax und gegen die Mindestsicherung aus und forderte Einsparungen bei den Krankenkassen bei gleichzeitiger Aufrechterhaltung aller Spitalsstandorte. Des Weiteren setzte das BZÖ stark auf das Thema Sicherheit, wobei die Partei 1.000 zusätzliche Polizisten forderte und gleichzeitig für die Abschiebung von kriminellen Asylwerbern, ausländischen Straftätern und Asylwerbern aus sicheren Drittstaaten eintrat. Zudem stellte sich das BZÖ gegen den Bau von Moscheen und Minaretten und trat für ein Bettelverbot in der Steiermark ein.

### Christliche Partei Österreichs (CPÖ)
Die Christliche Partei Österreichs (CPÖ) trat erstmals zur Wahl in der Steiermark an, als Spitzenkandidatin stellte die CPÖ die diplomierte Krankenschwester und ehrenamtliche Einsatzleiterin der Caritas Maria Fellner auf. Als Schwerpunktthemen ihrer Politik nannte die CPÖ „Steuergeldverschwendung“, Familie und Lebensschutz, Erziehung und Pflege, Integration, sowie Umweltschutz und Bildung. Im Bereich der „Steuergeldverschwendung“ prangerte die CPÖ vor allem Beratungskosten der Regierung und die Personalkosten von Beamten an, wobei die Partei die Umleitung der Steuermittel in die Förderung der Familie durch ein Mütter-/Vätergeld, des Lebensschutzes und die Pflege forderte. Zudem trat die CPÖ für die Einführung eines neuen Kinder- und Lebensschutzgesetzes ein. Im Bereich der Integration forderte die Partei ein Verbot von Moscheebauten, im Bereich der Umwelt setzte die CPÖ auf erneuerbare Energien, eine Reduzierung des Straßenverkehrs und wendete sich gegen das Kohlekraftwerk Voitsberg. Des Weiteren sprach sich die CPÖ für eine finanzielle Unterstützung sozial Schwacher, gegen die Gesamtschule und für eine flächendeckende Musikerziehung in der Steiermark aus.

### Partei für Umwelt, Mensch und Arbeit (PUMA)
Die Partei für Umwelt, Mensch und Arbeit (PUMA) trat im Wahlkreis 4 (Obersteiermark) an, wobei als Spitzenkandidat der Partei der Politikwissenschafter und Parteigründer Stefan Bernhart aus Niklasdorf fungierte. Im Mittelpunkt der Forderungen von PUMA standen Einsparungen in der Bundes- und Landesverwaltung mit einer Verkleinerung des Landtages und einer Kürzung der Parteiförderungen, der Abbau der Landesschulden, der Ausbau von Kinderbetreuungsplätzen sowie Sport- und Weiterbildungsförderungen und höhere Geldmittel für Sozialausgaben.

## Umfragen
| Institut      | Datum              | SPÖ     | ÖVP     | KPÖ   | GRÜNE | FPÖ     | BZÖ   |
| ------------- | ------------------ | ------- | ------- | ----- | ----- | ------- | ----- |
| Gallup        | 15. August 2010    | 38 %    | 37 %    | 3 %   | 6 %   | 11 %    | 2 %   |
| Market        | 29. August 2010    | 39 %    | 37 %    | 6 %   | 6 %   | 7 %     | 3 %   |
| Market        | 2. September 2010  | 38 %    | 36 %    | 5 %   | 7 %   | 8 %     | 3 %   |
| GMK           | 10. September 2010 | 39 %    | 38 %    | 5 %   | 5 %   | 10 %    | 2 %   |
| Gallup        | 10. September 2010 | 37 %    | 37 %    | 4 %   | 6 %   | 10 %    | –     |
| IMAS          | 15. September 2010 | 39 %    | 38 %    | 6 %   | 6 %   | 7 %     | 3 %   |
| Gallup        | 18. September 2010 | 38 %    | 37 %    | 4 %   | 7 %   | 9 %     | 3 %   |
| Humaninstitut | 18. September 2010 | 39 %    | 36 %    | 3 %   | 8 %   | 7 %     | 5 %   |
| OGM/Kurier    | 18. September 2010 | 36–37 % | 36–37 % | 4–5 % | 6–7 % | 11–12 % | 2–3 % |

## Wahlergebnis
|                                              | Ergebnisse 2010  | Ergebnisse 2010  | Ergebnisse 2010  | Ergebnisse 2005  | Ergebnisse 2005  | Ergebnisse 2005  | Differenzen | Differenzen | Differenzen |
| -------------------------------------------- | ---------------- | ---------------- | ---------------- | ---------------- | ---------------- | ---------------- | ----------- | ----------- | ----------- |
| Wahlberechtigte                              | 966.900          | 966.900          | 966.900          | 929.795          | 929.795          | 929.795          | + 37.105    | + 37.105    | + 37.105    |
| Wahlbeteiligung                              | 69,54 %          | 69,54 %          | 69,54 %          | 76,18 %          | 76,18 %          | 76,18 %          | – 6,64 %    | – 6,64 %    | – 6,64 %    |
|                                              | Stimmen          | %                | Mand.            | Stimmen          | %                | Mand.            | Stimmen     | %           | Mand.       |
| Abgegebene Stimmen                           | 672.379          |                  |                  | 708.311          |                  |                  | − 35.932    |             |             |
| Ungültig                                     | 8.855            | 1,32 %           |                  | 10.232           | 1,44 %           |                  | − 1.377     | − 0,12 %    |             |
| Gültig                                       | 663.524          | 98,68 %          |                  | 698.079          | 98,56 %          |                  | − 34.555    | + 0,12 %    |             |
| Partei                                       |                  |                  |                  |                  |                  |                  |             |             |             |
| Sozialdemokratische Partei Österreichs (SPÖ) | 253.878          | 38,26 %          | 23               | 290.859          | 41,67 %          | 25               | − 36.981    | − 3,41 %    | − 2         |
| Österreichische Volkspartei (ÖVP)            | 246.755          | 37,19 %          | 22               | 269.905          | 38,66 %          | 24               | − 23.150    | − 1,47 %    | − 2         |
| Kommunistische Partei Österreichs (KPÖ)      | 29.231           | 4,41 %           | 2                | 44.247           | 6,34 %           | 4                | − 15.016    | − 1,93 %    | − 2         |
| Die Grünen – Die Grüne Alternative (GRÜNE)   | 36.834           | 5,55 %           | 3                | 33.013           | 4,73 %           | 3                | + 3.821     | + 0,82 %    | ± 0         |
| Freiheitliche Partei Österreichs (FPÖ)       | 70.708           | 10,66 %          | 6                | 31.807           | 4,56 %           | 0                | + 38.901    | + 6,10 %    | + 6         |
| Bündnis Zukunft Österreich (BZÖ)             | 19.775           | 2,98 %           | 0                | 11.977           | 1,72 %           | 0                | + 7.798     | + 1,26 %    | ± 0         |
| Christliche Partei Österreichs (CPÖ)         | 4.762            | 0,72 %           | 0                | nicht kandidiert | nicht kandidiert | nicht kandidiert | + 4.762     | + 0,72 %    | ± 0         |
| Partei für Umwelt, Mensch und Arbeit (PUMA)  | 1.581            | 0,24 %           | 0                | nicht kandidiert | nicht kandidiert | nicht kandidiert | + 1.581     | + 0,24 %    | ± 0         |
| Liste Hirschmann                             | nicht kandidiert | nicht kandidiert | nicht kandidiert | 14.309           | 2,05 %           | 0                | - 14.309    | - 2,05 %    | ± 0         |
| Liste „parteifrei“                           | nicht kandidiert | nicht kandidiert | nicht kandidiert | 1.962            | 0,28 %           | 0                | - 1.962     | - 0,28 %    | ± 0         |
| Gesamt                                       | 663.524          | 100,00 %         | 56               | 698.079          | 100,00 %         | 56               | − 34.555    |             |             |

## Folgen
Die SPÖ verliert einen Sitz in der Landesregierung zu Gunsten der FPÖ. Daraus ergibt sich neben der Möglichkeit einer Großen Koalition auch die einer Rot-Blauen Koalition in Form eines Arbeitsübereinkommens. Franz Voves kündigte an, sowohl mit der FPÖ als auch mit der ÖVP Gespräche über eine mögliche Zusammenarbeit zu führen. Eine Kooperation mit den Freiheitlichen gilt allerdings in der SPÖ als umstritten, da man eine solche bislang auf Bundesebene ausschloss und im Landtag mit nur einem einzigen Mandat abgesichert wäre.